# Park Narodowy Cape Breton Highlands
Park Narodowy Cape Breton Highlands (ang. Cape Breton Highlands National Park (of Canada), fr. Parc national (du Canada) des Hautes-Terres-du-Cap-Breton) – park narodowy położony w północnej części prowincji Nowa Szkocja, w Kanadzie. Park został utworzony w 1936, na powierzchni 949 km². W pobliżu zachodniego wejścia do parku, nad Zatoką Świętego Wawrzyńca położona jest miejscowość Chéticamp oraz centrum informacyjne parku. Po wschodniej stronie parku, nad brzegiem Oceanu Atlantyckiego w miejscowości Ingonish znajdują się plaże. Obszar parku składa się m.in. z gór, dolin, lasów, wodospadów, skalistych wybrzeży. Obszar ten znany jest jako Cape Breton Highlands.

## Fauna
Na terenie Parku Narodowego Cape Breton Highlands występuje wiele gatunków zwierząt, wśród których można wymienić: łosia, baribala, bielika amerykańskiego, walenia, głuptaka zwyczajanego.

## Turystyka
Dojazd do parku jest skosunkowo łatwy, gdyż przez park przebiega część autostrady zwanej Cabot Trail. We wschodniej części parku znajduje się 18 dołkowe pole golfowe. Magazyn branżowy Golf Magazine ocenił to pole jako jedno ze 100 najlepszych pól na świecie oraz najlepsze, publiczne pole golfowe w Kanadzie.